# Ceroma victoriae
Espèce
Ceroma victoriae est une espèce de solifuges de la famille des Ceromidae.

## Distribution
Cette espèce est endémique d'Ouganda. Elle se rencontre sur l'île Lului.

## Étymologie
Son nom d'espèce lui a été donné en référence au lieu de sa découverte, le lac Victoria.

## Publication originale
- Benoit, 1965 : Un solifuge nouveau (Ceromidae) de l'ile Lului, Lac Victoria. Revue de Zoologie et de Botanique Africaines, vol. 72, p. 334-336.